# Thallium(I)-sulfat
Thallium(I)-sulfat ist eine chemische Verbindung aus der Gruppe der Thalliumverbindungen und Sulfate.

## Gewinnung und Darstellung
Thallium(I)-sulfat kann durch Reaktion von Thallium mit Schwefelsäure gewonnen werden.
{\displaystyle \mathrm {2\ Tl+H_{2}SO_{4}\longrightarrow Tl_{2}SO_{4}+H_{2}} }

## Eigenschaften
Thallium(I)-sulfat ist ein weißer geruchloser nicht brennbarer Feststoff. Beim Erhitzen zersetzt sich die Verbindung, wobei Thalliumoxide und Schwefeloxide frei werden. Seine Kristallstruktur ist isomorph zu der von Kaliumsulfat (orthorhombisch mit a = 7,808, b = 5,929, c = 10,665 Å).

## Verwendung
Thallium(I)-sulfat wurde seit den 1920er Jahren bis etwa Mitte der 1970er Jahre als Rodentizid (umgangssprachlich: Rattengift) angewendet, z. B. von der Bayer AG in den Produkten Zelio-Giftkörner (Giftweizen; Wirkstoffanteil 2 % Thalliumsulfat; Verpackung mit roter Warnfarbe) und Zelio-Paste (Wirkstoffanteil 2,5 % Thalliumsulfat; Verpackung mit blauer Warnfarbe). Heute ist es nicht mehr generell zugelassen, kann aber in besonderem Bedarfsfall mit spezieller Genehmigung der Bundesbehörde zur Ratten- und Mäusevertilgung in geschlossenen Räumen (d. h. intradomal) eingesetzt werden. Es ist allerdings durch die Cumarinderivate der zweiten Generation obsolet geworden.

## Verwandte Verbindungen
- Basisches Thallium(III)-sulfat, Tl(OH)SO4•2 H2O